# Сассо-Руффо
Сассо-Руффо (італ. Sasso Ruffo) — згаслий герцогський неаполітанський рід, гілка Будинку Руффо ді Баньяра, що є, у свою чергу, гілкою Будинку Руффо. Мав тісні зв'язки із Росією.

## Походження
Походить від дона Фабриціо Руффо, п'ятого сина дона Джіроламо Руффо, князя ді Спінозо, неаполітанського патриція, кавалера Костянтинівського ордена святого Георгія, камергера короля обох Сицилій (Don Girolamo detto Principe di Spinoso, Patrizio e Gentiluomo di Camera del Re delle Due Sicilie (нар. 11.02.1814, Палермо, пом. 23.07.1888, Неаполь)) та його першої дружини (28.04.1838, Неаполь) донни Олени Філомаріно (Donna Elena Filomarino0, нар. 1) Неаполь, 25.04.1854, в морі на шляху з Неаполя до Марселя). Дон Фабриціо був пятнадцатюродним братом батька королеви Паоли Бельгійської.